# Rifat Yildiz
Rifat Yildiz est un lutteur allemand spécialiste de la lutte gréco-romaine né le 1er avril 1965 en Turquie.

## Biographie
Rifat Yildiz participe aux Jeux olympiques d'été de 1992 à Barcelone dans la catégorie des poids coqs et remporte la médaille d'argent.